# کیم دونگ یانگ
کیم دونگ یانگ (کره‌ای: 김동영؛ زادهٔ ۱۹۸۸) بازیگر اهل کره جنوبی است. او به خاطر ایفای نقش در فیلم‌ها و مجموعه‌های تلویزیونی از جمله عصر سایه‌ها (۲۰۱۶)، جزیره کشتی جنگی (۲۰۱۷)، ران آن (۲۰۲۰) و طلوع ماه در رودخانه (۲۰۲۱) شناخته می‌شود.

## فیلم‌شناسی

### مجموعه تلویزیونی
| سال  | عنوان                   | نقش                  | منابع       |
| ---- | ----------------------- | -------------------- | ----------- |
| ۲۰۰۹ | پسران بسیار عالی من     | پارک یونگ چول        |             |
| ۲۰۱۱ | پرنده‌های خارزار         | پارک هان سو          |             |
| ۲۰۱۶ | تنهایی نوشیدن           | دونگ یونگ            | [ ۱ ]       |
| ۲۰۱۷ | تونل                    | جون سونگ شیک         | [ ۲ ]       |
| ۲۰۱۸ | بازگشت                  | کیم دونگ به          | [ ۳ ]       |
| ۲۰۱۸ | فرزندان یک خدای کوچکتر  | هان سانگ گو          | [ ۴ ]       |
| ۲۰۱۸ | بیا بخوریم ۳            | به بیونگ سام         | [ ۵ ] [ ۶ ] |
| ۲۰۱۸ | قهرمان عجیب من          | کیونگ هیون           | [ ۷ ]       |
| ۲۰۱۹ | نمایش بزرگ              | کو بونگ جو           |             |
| ۲۰۲۰ | مکانیک روح              | چا دونگ ایل          |             |
| ۲۰۲۰ | قطار                    | کیم جین وو           |             |
| ۲۰۲۰ | ران آن                  | گو یه جون            |             |
| ۲۰۲۱ | طلوع ماه در رودخانه     | سا بونگ گه           | [ ۸ ]       |
| ۲۰۲۱ | پنت‌هاوس: جنگ در زندگی ۲ | کارآگاه (قسمت ۱۱–۱۲) | [ ۹ ]       |
| ۲۰۲۱ | پنت‌هاوس: جنگ در زندگی ۳ | حضور افتخاری         | [ ۱۰ ]      |
| ۲۰۲۲ | معشوقه جینکس            | وانگ                 | [ ۱۱ ]      |

### مجموعه اینترنتی
| سال  | عنوان      | نقش     | توضیحات | منابع  |
| ---- | ---------- | ------- | ------- | ------ |
| ۲۰۲۳ | خانه شیرین | جون ایل | فصل ۲   | [ ۱۲ ] |